# 四川虎刺
四川虎刺（学名：Damnacanthus officinarum）为茜草科虎刺属下的一个种。

## 扩展阅读
- 維基物種上的相關：四川虎刺